# Лаєвський Сергій Миколайович
Сергій Миколайович Лаєвський (нар. 3 березня 1959) — український радянський легкоатлет, який спеціалізувався у стрибках у довжину, призер чемпіонатів Європи, багаторазовий чемпіон СРСР, рекордсмен України.

## З життєпису
Тренувався у Дніпропетровську під керівництвом Віктора Авілова.
Впродовж 1984—1989 завойовував нагороди чемпіонатів СРСР, з них чотири рази поспіль (1984—1987) ставав володарем «золотої» медалі.
Протягом 1984—1988 чотири рази встановлював рекорди УРСР у стрибках у довжину (8,24; 8,32 (двічі); 8,35). Крім цього, з 1985 по 1988 володів рекордом УРСР зі стрибків у довжину в приміщенні (8,17).

## Основні міжнародні виступи
| Рік  | Змагання                      | Місто    | Місце | Примітки |
| ---- | ----------------------------- | -------- | ----- | -------- |
| 1984 | Дружба-84                     | Москва   | 3     |          |
| 1985 | Чемпіонат Європи в приміщенні | Пірей    | 3     |          |
| 1986 | Чемпіонат Європи в приміщенні | Мадрид   | ф5    |          |
| 1986 | Ігри доброї волі              | Москва   | 3     |          |
| 1986 | Чемпіонат Європи              | Штутгарт | 2     |          |
| 1987 | Чемпіонат Європи в приміщенні | Льєвен   | ф9    |          |
| 1987 | Чемпіонат світу               | Рим      | ф9    |          |
| 1992 | Чемпіонат СНД                 | Москва   | 3     |          |